# Martín Romagnoli
Pour les articles homonymes, voir Romagnoli.
Martín Andrés Romagnoli, né le 30 septembre 1977 à Leones en Argentine, est un footballeur international argentin, qui évolue au poste de milieu défensif. 
Il compte une sélection en équipe nationale en 2005. Il joue actuellement pour le club mexicain du CF Atlante.

## Biographie

### Carrière de joueur
Avec le club du Deportivo Toluca, il est demi-finaliste de la Ligue des champions de la CONCACAF en 2010.

### Carrière internationale
Martín Romagnoli est convoqué pour la première fois par le sélectionneur national José Pékerman pour un match amical face au Mexique le 10 mars 2005 (1-1). 
Il compte une sélection et zéro but avec l'équipe d'Argentine en 2005.

## Palmarès

### En club
- Avec le Deportivo Toluca :
  - Champion du Mexique en A. 2008 et B. 2010

### Distinctions personnelles
- Meilleur milieu défensif du Championnat du Mexique en A. 2008 et B. 2010